# Strada statale 556 Londa-Stia
La ex strada statale 556 Londa-Stia (SS 556), ora strada provinciale 556 Londa-Stia (SP 556) è una strada provinciale italiana, di collegamento interprovinciale tra la Provincia di Firenze e la Provincia di Arezzo.

## Percorso
La strada ha origine nel centro abitato di Contea, frazione di Rufina, distaccandosi dalla strada statale 67 Tosco Romagnola. Prosegue quindi verso est e raggiunge Londa, superata la quale, la strada sale di altitudine e supera il valico di Croce a Mori (955 m s.l.m.) entrando così in territorio aretino e scendendo fino al fiume Arno.
Costeggia quindi il fiume fino a raggiungere il centro abitato di Stia.
In seguito al decreto legislativo n. 112 del 1998, dal 2001, la gestione è passata dall'ANAS alla Regione Toscana che ha provveduto al trasferimento dell'infrastruttura al demanio della Provincia di Firenze e della Provincia di Arezzo per le tratte territorialmente competenti.